# Герольдсбах
Герольдсбах (нім. Heroldsbach) — громада в Німеччині, розташована в землі Баварія. Підпорядковується адміністративному округу Верхня Франконія. Входить до складу району Форхгайм.
Площа — 15,59 км2. Населення становить 5085 ос. (станом на 31 грудня 2020).